# 櫂投島
櫂投島（かいなげじま）は、徳島県牟岐町に位置する無人島。

## 地理
別名をコバ島といい、大島の北方約780mの海上にあり、東西81m、南北46.8mの小岩島である。最高点は標高23mである。島上には松の喬木が林をなしており、以前はシイなども密生していた。
島名の由来については、昔、牟岐町と日和佐町とが各々が自分の所有だといって争った際、双方から同時に船をこぎ出し、早く島に着いた方のものにすることになった。約束の日時に牟岐・日和佐双方の船がほとんど同じ距離で島へ接近した。そのとき、牟岐の船頭が機転を利かせて櫂を島に投げ入れ、牟岐の領分にしたことに始まる。